# 五藤めぐみ
五藤 めぐみ（ごとう めぐみ、11月28日 - ）は、日本のフリーアナウンサー。オフィスキイワード大阪本社所属。

## 来歴
京都府京都市出身。明治大学経営学部卒業。
大学を卒業後、2003年にラジオ福島 (rfc) に入社。同期に同局アナウンサーの渡邉美香がいる。
ラジオ福島を退社後、テレビ山梨 (UTY) のアナウンサーを経てフリーアナウンサーへ転向した。フリー転向直後はジョイスタッフに所属していたが、後にオフィスキイワードへ移籍した。それに伴い、活動拠点を関東地方から近畿地方へと移している。
18歳で夫になる男性と出会い、10年の遠距離恋愛を経て結婚し、2児をもうける。123社の入社試験で落ち、大学4年の12月にラジオ福島に内定。

## 担当番組
特記のないデータは、ジョイスタッフ所属時代のプロフィールとオフィスキイワード所属後のプロフィールからの参考。

### ラジオ福島
- ラッキーアイランド よしおじさんの「なつかしィ〜」
- 農家の皆さんへ[2]
- ほっとタイム[6]
- かっとびワイド - 水曜「元気発進！ふるさと応援団」パーソナリティ
- まるごと会津！情報便[6]
- シークレットページ - ナレーター
- 福島トヨタ さわやかマイタウン

### テレビ山梨
- UTYスペシャル - ナレーター
- はなきんマーケット - MC
- 土ひる！ - MC
- UTYウッティな木曜日 - MC

### フリー転向後
- News & 天気・交通情報（エフエム富士）
- サタデースクランブル（テレビ朝日） - リポーター
- せのぶら!（朝日放送） - リポーター
- ま〜ぶる!（KBS京都） - ラジオカーリポーター